# Цветкова, Светлана Михайловна
Светлана Михайловна Цветкова (урожд. Золотова; род. 10 марта 1980 года) — мастер спорта России международного класса (пауэрлифтинг).

## Карьера
Спортсменку из Владимира тренируют И. В. Бутусов и С. В. Иванов.
В 2004 и 2005 году Светлана стала бронзовой призёркой чемпионата России. В 2008 году она стала вице-чемпионкой страны, кроме того ей покорилась бронза чемпионата России по жиму лёжа. В 2009 году Светлана становится чемпионкой России. В 2010 году она не только повторила свой прошлогодний успех, но и выиграла серебро чемпионата мира.
В 2011 году Светлана завоевала серебро чемпионата России и серебро чемпионата Европы.
В 2012 году владимирская пауэрлифтерша побеждает на чемпионате страны как по силовому троеборью, так и по классическому жиму. На чемпионате России по классическому пауэрлифтингу Светлана стала второй.
В 2013 году снова серебро чемпионата России по классическому пауэрлифтингу. На Всемирных играх Светлана — третья.
Заканчивая карьеру в 2014 году, Светлана завоёвывает серебро национального чемпионата и бронзу чемпионата Европы.